# Strmec (Sveta Nedelja)
Strmec je naselje u sastavu grada Sveta Nedelja, u Zagrebačkoj županiji, na pola puta između Zagreba i granice sa Slovenijom.
Dobar zemljopisni i prometni položaj (blizina Zagreba i slovenske granice) te mali prirez na plaću pridonijeli su gospodarskom i demografskom razvoju sela. U Strmcu se nalazi preko trideset samostalnih obrtnika, a razvijeno je i ugostiteljstvo. Strmec okružuju mnoga jezera i šume, te je upravo zbog toga vrlo razvijeni ribolov i lov. Cijeli je Strmec plinoficiran i kanaliziran.
Mjesno stanovništvo u povijesti je bilo vezano uz Savu te se bavilo različitim zanimanjima i poslovima vezanima uz rijeku.
God. 1936. podignuta je u mjestu kapelica sv. Nikole, na križanju glavnih prometnica. Iznad pročelnoga trijema uzdiže se zidani zvonik šiljasta krovišta. Trijem se oslanja na četirima stupovima, a na bočnim se zidovima nalaze prozori lučnoga završetka. Začelni je zid zaobljen te se u njemu nalazi drveni oltar, djelo kipara Jakova Gambreka. U pokrajnjim nišama likovi su sv. Filipa i sv. Jakova. Obnovljena je 2003. godine. Početkom osamdesetih god. XX. st. u Strmec dolaze karmelićanke Presvetoga Srca Isusova te grade (1982. – 1985.) samostan s kapelicom.

## Stanovništvo
Prema popisu iz 2011. u Strmcu je živjelo 3907 stanovnika, a gustoća naseljenosti iznosila je 406,48 s/km²
| broj stanovnika | 508   | 635   | 678   | 836   | 1025  | 1138  | 1118  | 1307  | 1436  | 1503  | 1545  | 1733  | 2410  | 2704  | 3012  | 3907  | 4250  |
|                 | 1857. | 1869. | 1880. | 1890. | 1900. | 1910. | 1921. | 1931. | 1948. | 1953. | 1961. | 1971. | 1981. | 1991. | 2001. | 2011. | 2021. |